# Euxoa hilaris
Euxoa hilaris là một loài bướm đêm thuộc họ Noctuidae. Nó được tìm thấy ở Thổ Nhĩ Kỳ, miền nam và miền đông Nga, Bulgaria, Turkmenia, Kavkaz, Armenia, Liban, Iraq và Iran.